# 남상아
남상아(1973년 1월 16일 ~ )는 대한민국의 음악가이다.

## 생애 및 활동
남상아는 서울예술고등학교를 졸업하고 1991년 서울대학교 산업디자인학과에 입학하여 1997년에 졸업했다.
1997년에는 이기용, 김상우와 함께 서울의 홍대 앞에서 허클베리 핀을 결성하여 1998년까지 활동했다., 1999년에는 영화 질주에 배우 김승현과 함께 주연으로 출연하기도 했다.
1999년에 시인 성기완 및 삐삐밴드의 리더였던 박현준과 함께 3호선 버터플라이를 결성했다. 3호선 버터플라이는 2000년에 첫 번째 음반 《Self-Titled Obsession》를 발매했으며 2002년에는 드라마 《네 멋대로 해라》의 OST로 대중에게 이름을 알리기 시작했다.
2012년 9월 1일에는 서울 합정동의 카페 무대륙에서 프랑스인 그레고르 맥기(Gregor Mc Ghee)와 결혼식을 했는데, 음악가이자 배우인 백현진이 축가를 불렀다.
2016년에는 3호선 버터플라이를 같이 만든 성기완이 아프리카 음악을 추구하기 위해 밴드를 탈퇴했다. 또한 2019년 2월에는 남상아가 "한국에서는 음악으로 생활이 되지 않는다"는 이유로 남편을 따라 프랑스로 이주를 하면서 밴드가 잠정 활동 중단을 선언했다. 그리고 남상아와 남편은 니스에서 식사(Sixsa)라는 이름의 한식당을 운영하기 시작했다.
2025년에는 팀을 떠났던 성기완이 9년 만에 복귀했으며, 남상아가 7년 만에 임시 귀국하여 밴드가 인천 펜타포트 락 페스티벌의 무대에 다시 섰다.

## 참여작

### 정규 음반
- 1998년 7월, 허클베리 핀 《18일의 수요일》. 강아지문화예술
- 2001년 11월, 3호선 버터플라이 《Self-Titled Obsession》. 대영AV
- 2002년 2월, 3호선 버터플라이 《Oh! Silence》. 드림비트
- 2004년 2월, 3호선 버터플라이 《Time Table》. 파스텔 뮤직
- 2012년 10월, 3호선 버터플라이 《Dreamtalk》. 미러볼 뮤직

### EP
- 2009년 11월 19일, 3호선 버터플라이 《Nine Days or a Million》. 쌍나팔뮤직 & 비트볼뮤직

### OST
- 2002년 11월, 3호선 버터플라이 《3호선 버터플라이 in 네 멋대로 해라 O.S.T》. 예당음향

### 영화
- 1999년 《질주》... 바람 역